# السليمانية

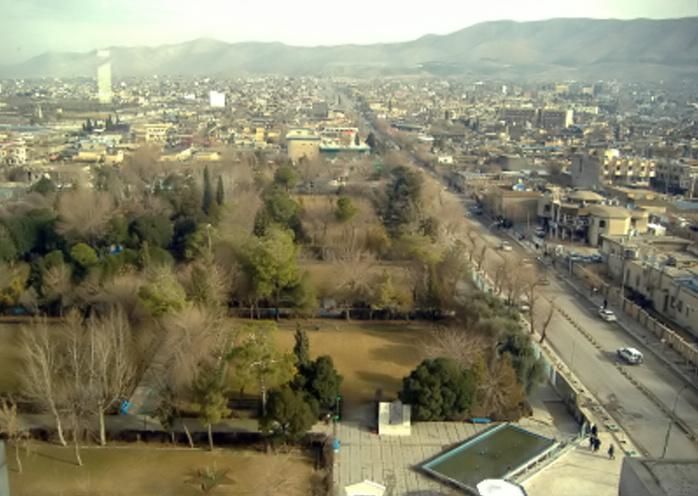
صورة لمدينة السليمانية

السُليمانية (بالكردية: سلێمانی، Silêmanî) مدينة عراقية ومركز محافظة السليمانية شرق شمال العراق، قرب الحدود مع إيران. تقع السليمانية على ارتفاع 2895 قدم. منذ تأسيسها، كانت السليمانية دائمًا مركزًا لكبار الشعراء والكتاب والمؤرخين والسياسيين والعلماء والمغنين، مثل نالي الشهرزوري ومحوي وبيراميرد. تأسست مدينة السليمانية الحديثة عام 1784 على يد الأمير إبراهيم باشا بابان، الذي أطلق عليها اسم والده سليمان باشا. كانت السليمانية عاصمة إمارة بابان التاريخية من 1784 إلى 1850.

## التاريخ

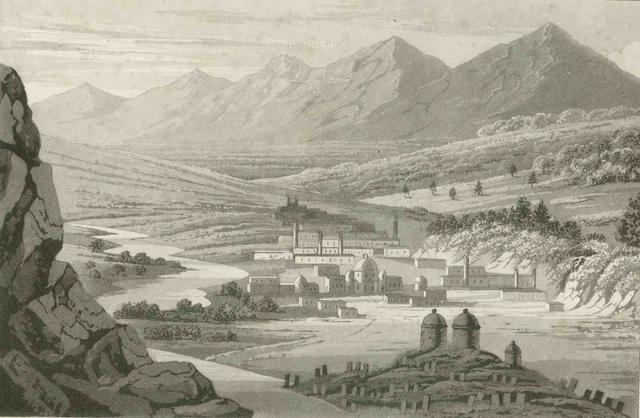
السليمانية بعد تأسيسها

كانت مدينة السليمانية معروفة قبل تأسيس المدينة الحديثة في 1784 إذ أنها كانت عاصمة لإمارة بابان الكردية وقد كانت المناطق القريبة من السليمانية المتمثلة بعاصمة البابانيين (ميدنة قلاجوالان) ساحة معركة إبان الصراعات الصفوية العثمانية ولذلك قام إبراهيم باشا بابان في عام 1783 بتأسيس مدينة جديدة لتصبح عاصمة لإمارة بابان، وفي عام 1785 أنهى إقامة أسواق التجارة وقصر الحاكم وأنشأ سوقاً فيها فبدأ سكان القرى المجاورة بالانتقال إلى المدينة الجديدة وظلت مدينة السليمانية عاصمة الإمارة البابانية حتى عام 1851م، وفي القرنين التاسع عشر والعشرين الميلادي كانت مدينة السليمانية مركزاً للثقافة القومية والحركات السياسية الكردية ومنها أعلن محمود البرزنجي التمرد ضد الاحتلال البريطاني في 22 مايو 1919، ولقد قام بإلقاء القبض على المسؤولين البريطانيين في المدينة وأعلن دولة مستقلة للأكراد وأن السليمانية هي عاصمتها ومن ثم أعلن الاحتلال البريطاني اعترافه بهذه الدولة وإعلان محمود البرزنجي ملكاً عليها لإسكات سكان السليمانية وإيقاف تمردهم.
في أوائل القرن التاسع عشر انتقل لاجئون من أردلان إلى السليمانية بما في ذلك مستورة أردلان ، أرملة خسرو خاني أردلان، حاكم المملكة. كتب أردلان تقريرا عن التاريخ الكردي باللغة الفارسية ودفن في السليمانية عندما توفي في عام 1848م.
في الفترة من 1922 إلى 1924، تم تعيين السليمانية كعاصمة لمملكة كردستان ، وهي ولاية قصيرة غير معترف بها أعلنت من قبل الأكراد العراقيين بعد انهيار الإمبراطورية العثمانية عام 1918 .
وتحتوي المدينة على الكثير من المساجد والأضرحة التراثية ومن أشهر مساجدها جامع السليمانية الكبير.

## السكان

### اللغة
تشكل اللغة الكردية في مدينة السليمانية الأغلبية العظمى للمتحدثين وهي اللغة الرسمية في كردستان العراق حالها حال باقي المدن التي تقع شمال شرق العراق، إلا أن هناك نسبة قليل من العرب والسريانيين الذين يتحدثون العربية والسريانية، كما يتحدث بعض سكانها من الكرد اللغة العربية .

### الدين
تتميز مدينة السليمانية بوجود العديد من الأديان المختلفة فيها إلا أن الأغلبية تعتنق الإسلام السني كما هناك نسبة كبيرة للديانة المسيحية، وأيضا هناك تواجد قليل لليهود العراقيين الذين استقرو فيها بعد تهجيرهم.

### التعداد
في العام 1820 وبعد 26 عام من إنشاء المدينة زارها رجل بريطاني يدعى ريخ وقدّر بأن عدد سكانها أكثر من عشرة آلاف وأنها تحتوي 2000 بيت من المسلمين الكرد و 130 بيت من اليهود و 9 بيوت من المسيحيين و 5 بيوت من المسلمين الترك ووفقا لوثائق الحكومة العراقية لعام 1947 زاد عدد سكان ليصل إلى 23475 أما في عام 1998 وصل إلى 548747 وفي عام 2015 حوالي 656100.

## الجغرافيا والمناخ

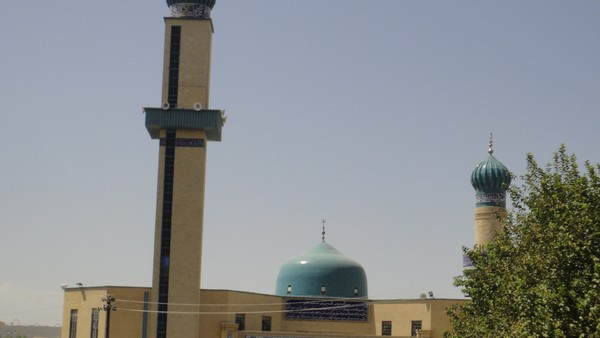
جامع السليمانية الكبير

تقع مدينة السليمانية بين خط العرض (34- 36) درجة وخط الطول (45- 46) درجة للكرة الأرضية وهي تبعد 355 كم شمال شرق العاصمة بغداد، وتحاط بسلسلة من الجبال، حيث يقع جبل أزمر وجبل گویژه شمالي شرقي المدينة ويقع جبل بة رانان في جنوبها ويمتد سهل شهرزور غربي المدينة، أما جبل پیره مه گرون فهو أعلى قمة جبلية في محافظة السليمانية ويقع شمال غربي المدينة وتعتبر السليمانية منطقة جبلية ذات طقس بارد مع تساقط الثلوج في فصل الشتاء وطقس حار نسبيا ولكنه معتدل الحرارة في الصيف.
| البيانات المناخية لـمدينة السليمانية      | البيانات المناخية لـمدينة السليمانية | البيانات المناخية لـمدينة السليمانية | البيانات المناخية لـمدينة السليمانية | البيانات المناخية لـمدينة السليمانية | البيانات المناخية لـمدينة السليمانية | البيانات المناخية لـمدينة السليمانية | البيانات المناخية لـمدينة السليمانية | البيانات المناخية لـمدينة السليمانية | البيانات المناخية لـمدينة السليمانية | البيانات المناخية لـمدينة السليمانية | البيانات المناخية لـمدينة السليمانية | البيانات المناخية لـمدينة السليمانية | البيانات المناخية لـمدينة السليمانية |
| الشهر                                     | يناير                                | فبراير                               | مارس                                 | أبريل                                | مايو                                 | يونيو                                | يوليو                                | أغسطس                                | سبتمبر                               | أكتوبر                               | نوفمبر                               | ديسمبر                               | المعدل السنوي                        |
| ----------------------------------------- | ------------------------------------ | ------------------------------------ | ------------------------------------ | ------------------------------------ | ------------------------------------ | ------------------------------------ | ------------------------------------ | ------------------------------------ | ------------------------------------ | ------------------------------------ | ------------------------------------ | ------------------------------------ | ------------------------------------ |
| متوسط درجة الحرارة الكبرى °م (°ف)         | 7.8 (46.0)                           | 10.3 (50.5)                          | 15.5 (59.9)                          | 20.8 (69.4)                          | 28.4 (83.1)                          | 35 (95)                              | 38.8 (101.8)                         | 38.8 (101.8)                         | 34.7 (94.5)                          | 28.2 (82.8)                          | 18.7 (65.7)                          | 11.1 (52.0)                          | 24.0 (75.2)                          |
| المتوسط اليومي °م (°ف)                    | 3.8 (38.8)                           | 5.6 (42.1)                           | 10.4 (50.7)                          | 15.2 (59.4)                          | 21.4 (70.5)                          | 27.6 (81.7)                          | 31.3 (88.3)                          | 31.4 (88.5)                          | 27.2 (81.0)                          | 21.1 (70.0)                          | 13.7 (56.7)                          | 6.7 (44.1)                           | 17.9 (64.3)                          |
| متوسط درجة الحرارة الصغرى °م (°ف)         | −0.2 (31.6)                          | 1 (34)                               | 5.3 (41.5)                           | 9.7 (49.5)                           | 14.5 (58.1)                          | 20.3 (68.5)                          | 23.9 (75.0)                          | 24.1 (75.4)                          | 19.7 (67.5)                          | 14.1 (57.4)                          | 7.6 (45.7)                           | 2.3 (36.1)                           | 11.9 (53.4)                          |
| الهطول مم (إنش)                           | 129 (5.1)                            | 146 (5.7)                            | 132 (5.2)                            | 100 (3.9)                            | 41 (1.6)                             | 0 (0)                                | 0 (0)                                | 0 (0)                                | 0 (0)                                | 13 (0.5)                             | 74 (2.9)                             | 110 (4.3)                            | 745 (29.2)                           |
| المصدر: Climate-Data.org (altitude: 849m) |                                      |                                      |                                      |                                      |                                      |                                      |                                      |                                      |                                      |                                      |                                      |                                      |                                      |

## أحياء مدينة السليمانية
| اسم الحي        | مساحته | عدد سكانه |
| شورش            |        |           |
| رابرين          |        |           |
| علي ناجي        |        |           |
| اشتي 1          |        |           |
| اندازياريان     |        |           |
| اشتي 2          |        |           |
| برانان          |        |           |
| باخان           |        |           |
| هندرين          |        |           |
| قاضي محمد       |        |           |
| بختياري         |        |           |
| ماموستايان      |        |           |
| هكاري           |        |           |
| كازرة وشك 1     |        |           |
| شيروانة         |        |           |
| دباشان          |        |           |
| بختياري الجديدة |        |           |
| كازرة وشك 1     |        |           |
| سرجنار 1        |        |           |
| سورين           |        |           |
| سرجنار 2        |        |           |
| هروزي           |        |           |
| بادينان         |        |           |
| شكركة           |        |           |
| زركتة           |        |           |
| مصي سرجنار      |        |           |
| كاني سبيكة      |        |           |
| كوردسات 1       |        |           |
| كوردسات 2       |        |           |
| سارداو          |        |           |
| سروري           |        |           |
| زيرين           |        |           |
| نيركز           |        |           |
| كويستان         |        |           |
| فرمانبران       |        |           |
| بيرة مكرون 1    |        |           |
| دركزين          |        |           |
| شيخان           |        |           |
| ملكندي          |        |           |
| كردي جوكة       |        |           |
| جبل كويزة       |        |           |
| داروغا          |        |           |
| توي مليك        |        |           |
| علي كمال        |        |           |
| مجيد بيك 1      |        |           |
| شهيدان          |        |           |
| مجيد بيك 2      |        |           |
| آزادي 1         |        |           |
| آزادي 2         |        |           |
| أزمر            |        |           |

## الاقتصاد
السليمانية مدينة ذات أراضي خصبة ففيها سهل شهرزور وبيتوين واللذان يعتبران من اخصب السهول في الشرق الأوسط ككل، تاريخياً تميزت السليمانية بالزراعة ومن أهمها زراعة القمح ولكنها تراجعت إبان حكم الرئيس العراقي السابق صدام حسين بسبب سياساته التي قللت من الإمكانات الزراعية في المدينة أما بعد 2003 فقد شهدت السليمانية وإقليم كردستان ككل طفرة اقتصادية هائلة على جميع المستويات حيث أن المدينة تعتمد الآن على الزراعة والسياحة بالإضافة إلى وجود مصانع صغيرة.

### السياحة
أصبحت السليمانية مركزاً سياحياً يقصده السواح من كافة أنحاء العراق حيث وصلت أعداد السائحين فيها في عام 2009 إلى 60,000 سائح، وجود شلالات أحمد آوى وبحيرتا دوكان ودربندخان جعل المدينة محط نظر ووجهة سياحية يقصدها السواح في فصل الصيف، فضلاً عن العديد من الفنادق الحديثة مثل فندق هاي كرست وفندق أرين الذي يطل على بارك آزادي وجبل أزمر وفندق السليمانية بالاس.
متحف السليمانية والذي يعد ثاني أكبر متحف في العراق بعد المتحف العراقي في بغداد إذ يحتوي على الكثير من التحف الكردية والفارسية القديمة التي يعود تاريخها إلى 1792-1750 قبل الميلاد .
جبل أزمر وهو أحد المرتفعات الجبلية السياحية في المدينة حيث الطقس فيه معتدل وصافي إذ يرتاده السواح في فصل الشتاء للاستمتاع بمنظر تساقط الثلوج وفي فصل الصيف للاستمتاع بالجو المعتدل والمناظر الطبيعية وتضم عين ماء طبيعية.

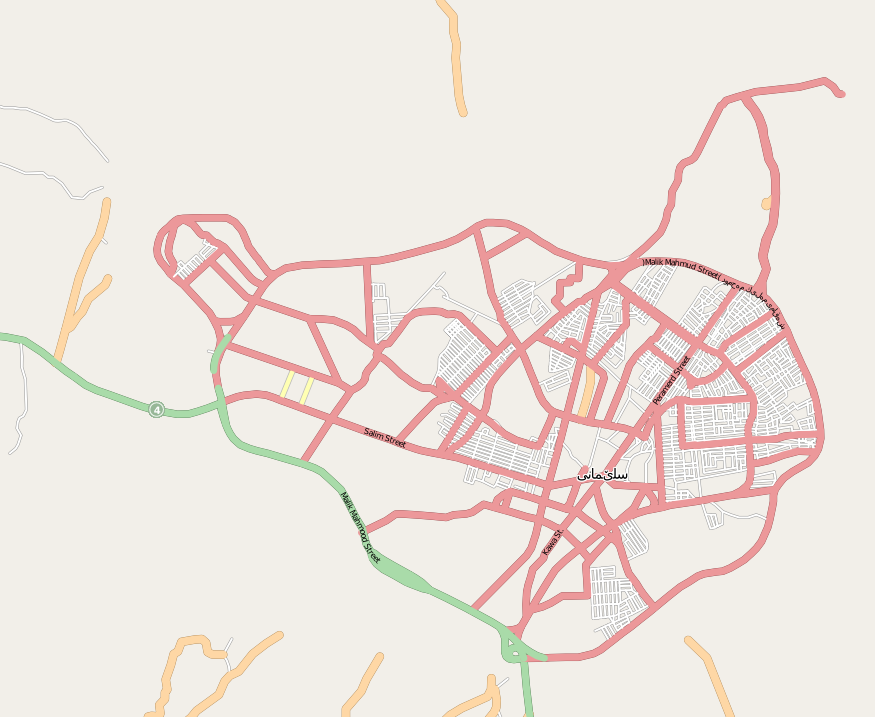
خريطة لأبرز شوارع المدينة

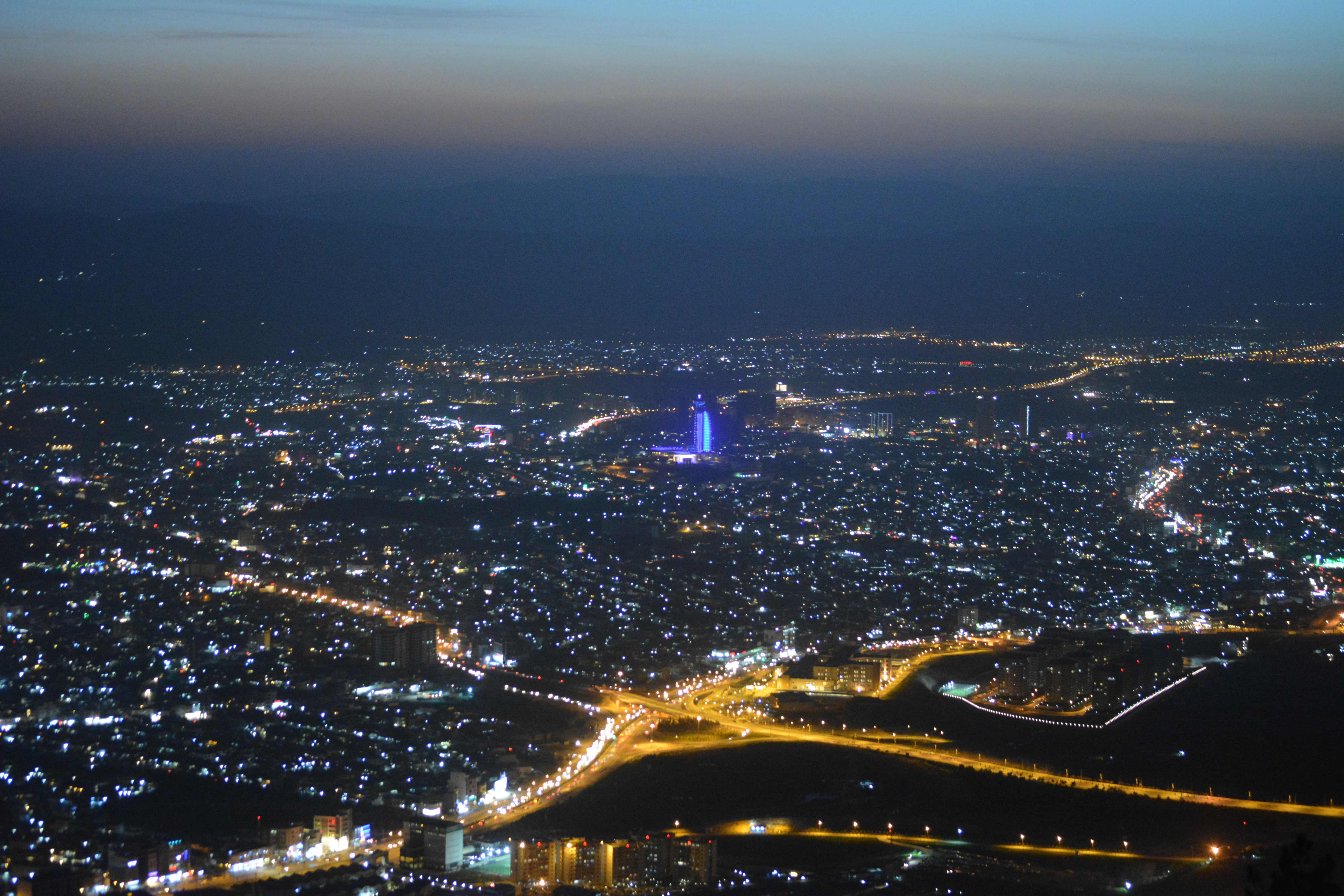
السليمانية ليلاً من على جبل أزمر

سرجنار وهو أحد المناطق التابعة للمدينة ويبعد عنها بحوالي 5 كم ويتميز بالجو المعتدل صيفاً مما جعله محط أنظار السياح القادمين إلى المدينة وفيه حديقة نوروز التي تضم مطاعم وقاعات وأماكن استراحة وحديقة حيوانات .
شلالات أحمد آوى ويبعد عن شرق المدينة حوالي 84 كم وهو من أجمل المناطق في السليمانية حيث يتميز باعتدال الجو ووجود الشلالات الجميلة التي يقصدها السياح صيفاً لغرض الاستجمام والراحة .

### النقل
في غياب أي سكك حديد تربط السليمانية مع المدن العراقية الأخرى فإن المدينة تعتمد على النقل البري والجوي ويوجد مطار السليمانية الدولي الذي يقع في الجزء الغربي من المدينة ويسير رحلات يومية إلى أنحاء العراق الأخرى وقد افتتح في 21 تموز 2006

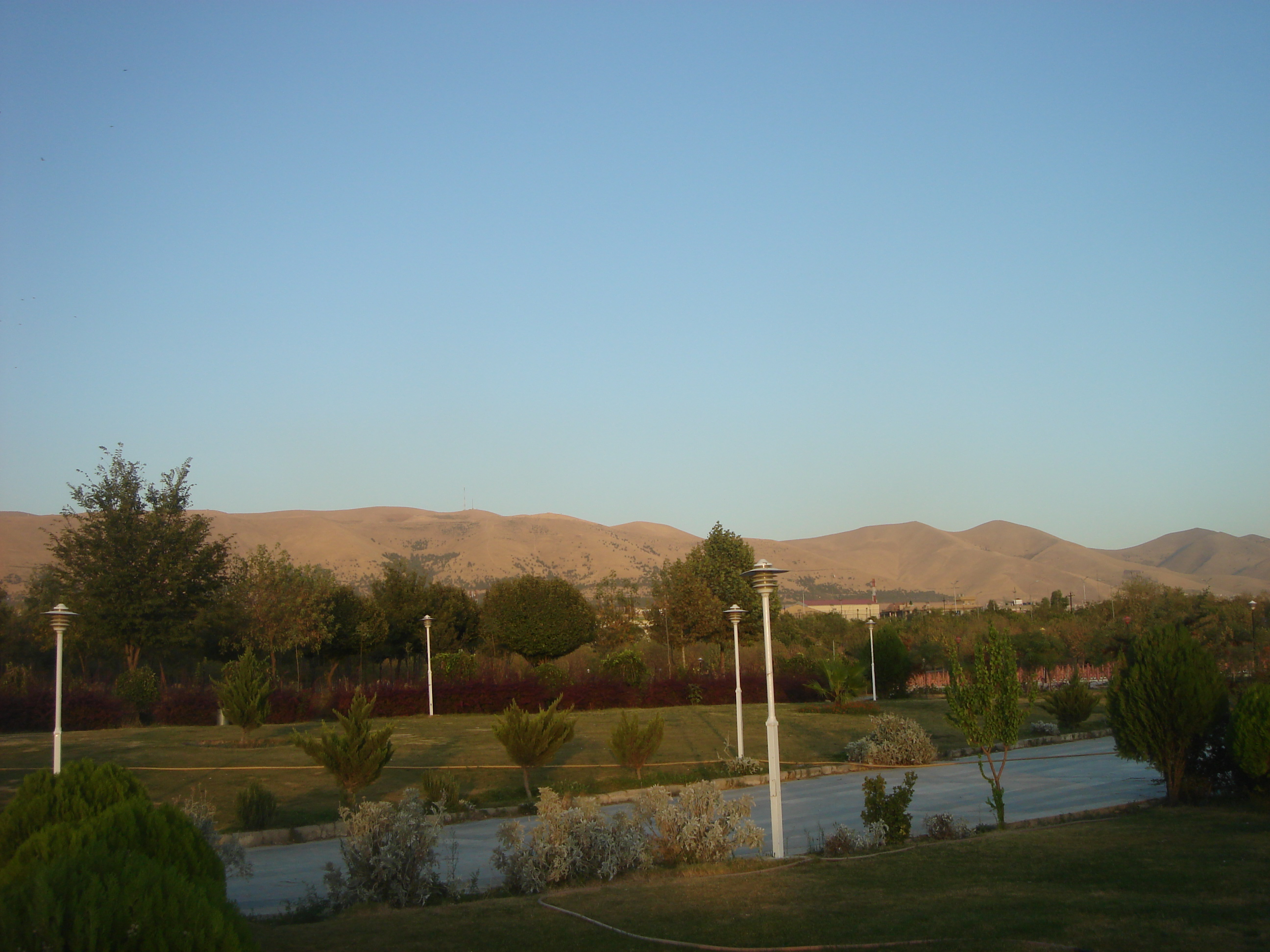
حديقة آزادي في السليمانية

## الثقافة
تعتبر المدينة مركزاً هاماً للهجة السورانية الكردية حيث أنجبت المدينة العديد من الكتّاب والروائيين العراقيين الأكراد مثل حضرة نالي ومولوي ومحوي وكوردي وبيرميرد وكوران وفائق بيكس وشيركو بيكس وغيرهم كثيرين ومن أهم المشاهير في مجال الفن والثقافة هم عز الدين مصطفى رسول ومحموي ونالي وأحمد سالار وأنور قرداغي و كريم كابان وعلي جولا وفؤاد مجيد مسري وبديعة دارتاش وفادر ديلان وكه زال أحمد وغيرهم .

### التعليم

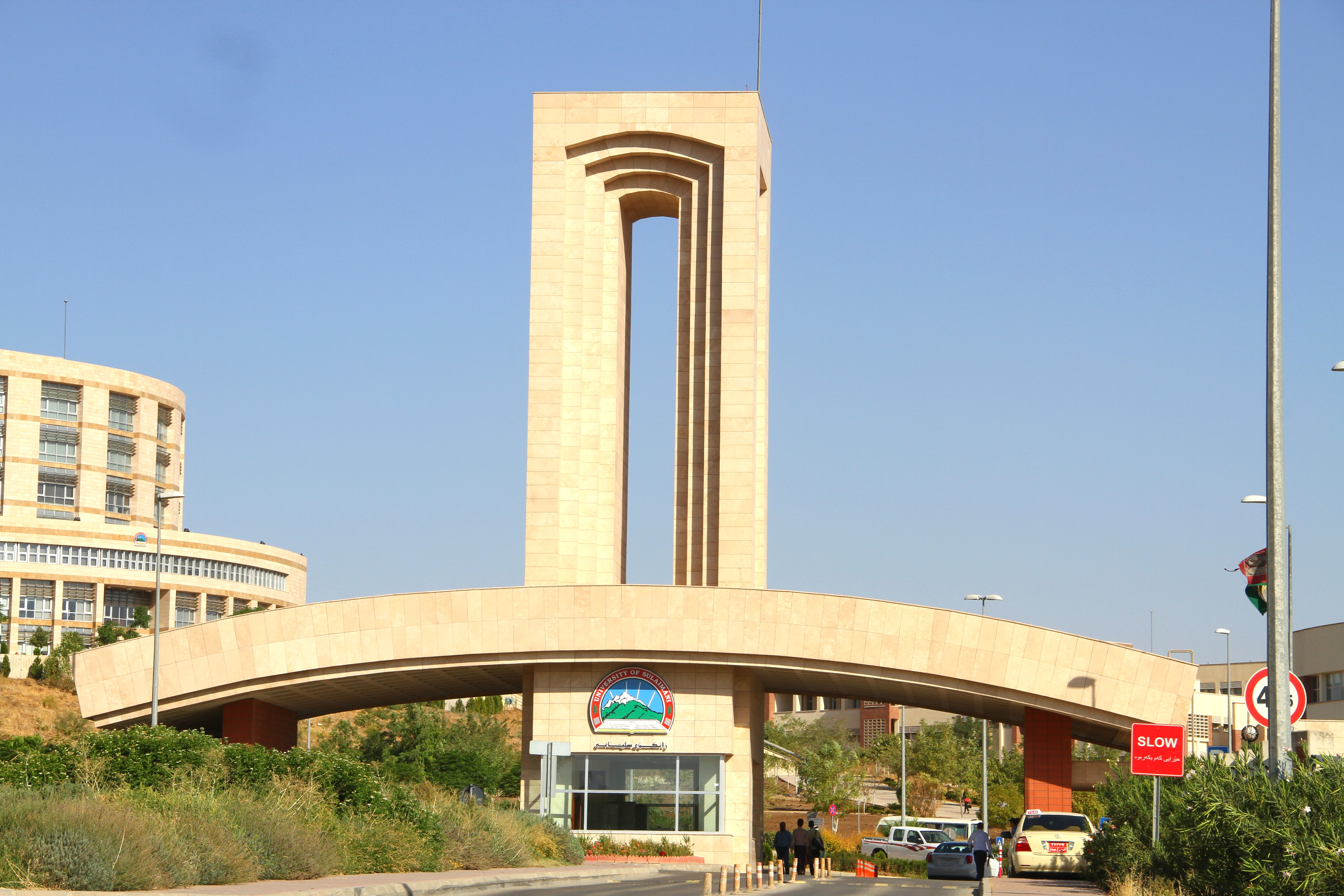
جامعة السليمانية

التعليم في السليمانية تعليم مجاني حاله حال بقية مناطق العراق منذ الابتدائية حتى التخرج من الجامعات وتضم المدينة جامعة السليمانية التي تأسست عام 1968 وتدرس باللغات العربية والإنكليزية وتم نقلها إلى أربيل باسم جامعة صلاح الدين وقد تم افتتاح جامعة السليمانية الجديدة في 1991 والتي تدرس أيضاً بالعربية والإنكليزية بالإضافة إلى الكردية وفي عام 2007م تم افتتاح الجامعة الأمريكية في السليمانية التي تعد أول الجامعات ذات تعليم عالمي في العراق وتقوم بالتدريس باللغة الإنكليزية.

## المعالم
| فندق كراند ميلينيوم هو أكبر صرح سياحي حضاري أُنشئ في مدينة السليمانية وأحد أشهر معالمها شُيّد على مساحة 248 ألف متر مربع وبلغت مساحة البناء 56 ألف متر مربع ويحتوي على 9 قاعات كبرى للإجتماعات والمؤتمرات إضافة إلى قاعة للكونفرانس تضم 360 شخصا، وقاعة كبرى للحفلات تضم 800 شخص، و 4 مطاعم راقية و 4 كافيتيريات والنادي الصحي والمساج أما البرج البارز في الفندق فيبلغ ارتفاعه 150 مترا مربعا ويحتوي على 39 طابقا و 253 غرفة و 63 سويت من الدرجة الأولى، وقد بلغت كلفة بنائه 260 مليون دولار أمريكي وقد بوشر العمل فيه منذ عام 2006 وافتتح في عام 2014م. |
| قلعة شيروانة وهي قلعة أثرية واقعة في مدينة كلار في السليمانية شمال العراق، وقد بني هذا المبنى في عصر ما قبل الإسلام، والدليل على ذلك اكتشاف جرة أثرية في مبنى القلعة يوم 1 شباط 2012م، يعود تاريخها إلى ذلك الوقت. وهي قلعة جميلة شامخة تقع على ضفتي نهر سيروان وهذه القلعة كانت مهدمة ومهملة في السابق إلى أن أمر صدام حسين بإعادة ترميمها وتعتبر أحد المعالم الأثرية في شمال العراق بمنطقة كردستان. |
| جامع السليمانية الكبير وهو من مساجد العراق الأثرية التاريخية، شيّدهُ الأمير إبراهيم باشا بابان في عام 1199هـ (1784م)، ويعتبر الجامع أول مسجد تأسس في مدينة السليمانية، ويقع الجامع في مركز المدينة في السوق الكبير، ويحتوي الجامع على مئذنة أثرية بنيت بأمر من السلطان عبد الحميد خان في عام 1297هـ (1880م)، وهي وفق طراز معماري قديم وفريد من نوعهِ. |
| بحيرة دوكان هي مسطح مائي وأحد معالم الطبيعية في السليمانية تقع في محافظة السليمانية شمال العراق على سد دوكان قرب بلدة دوكان. وتعتبر البحيرة أكبر مسطح مائي في منطقة إقليم كردستان العراق ويوجد فيها مجمع سياحي. |

## أعلام المدينة
- شيخ معروف النودهي: عالم متصوف ومفكر.
- كاك احمد شيخ: عالم متصوف.
- نوشيروان مصطفى: سياسي ومعارض كردي وهو أديب ومفكر ومؤرخ.[15]

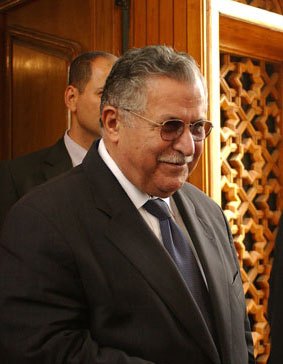
جلال طالباني الرئيس السابع لجمهورية العراق وأحد أبرز أعلام السليمانية

- جلال الطالباني: رئيس جمهورية العراق
- أحمد هردي: شاعر وأديب كردي.
- حريق شاعر وأديب كردي
- شيركو بيكس: شاعر وأديب كردي
- بختيار علي: روائي وشاعر ومفكر
- کارزان کاردۆزی: مخرج أفلام وكاتب
- عبد الله كوران: أحد مؤسسي الشعر الكردي الحديث
- إبراهيم أحمد: روائي ومترجم
- محمد أمين زكي: مؤرخ ووزير في الحكومة العراقية بالعهد الملكي
- محمد الخال: قاضي شرعي وكاتب وعالم في اللغة الكردية
- شوان كمال: فنان ونحات[16]
- ماجد مصطفى: وزير في حكومة الشيخ محمود الحفيد ووزير في الحكومة العراقية بالعهد الملكي .
- فؤاد عارف: مرافق الملك غازي ووزير في الحكومة العراقية بعد العهد الملكي .
- سعيد قزاز: مدير موانئ البصرة في العهد الملكي وزير في الحكومة العراقية بالعهد الملكي .

## معرض صور

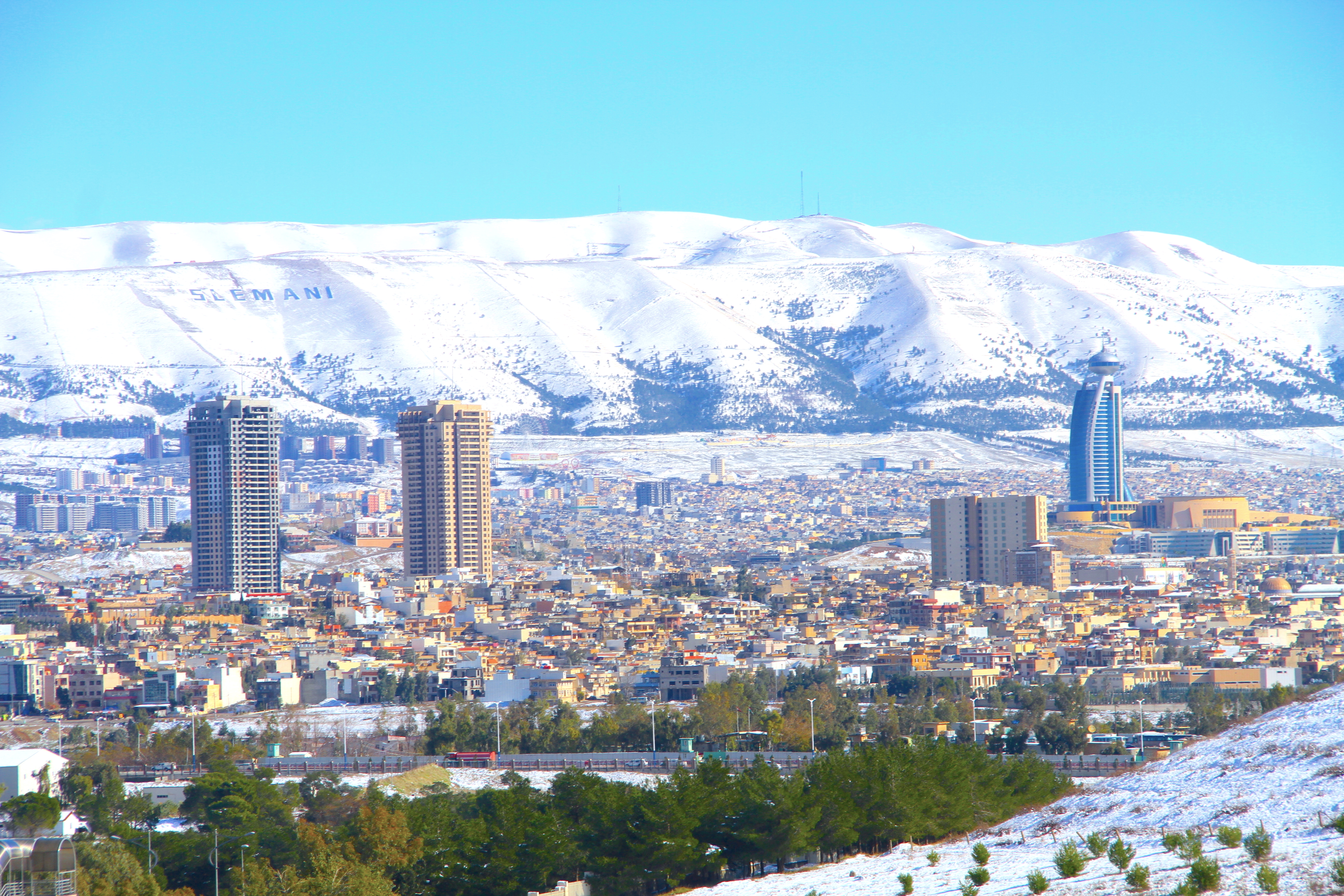
منظر شامل وعَام لمدينة السُليمانية.
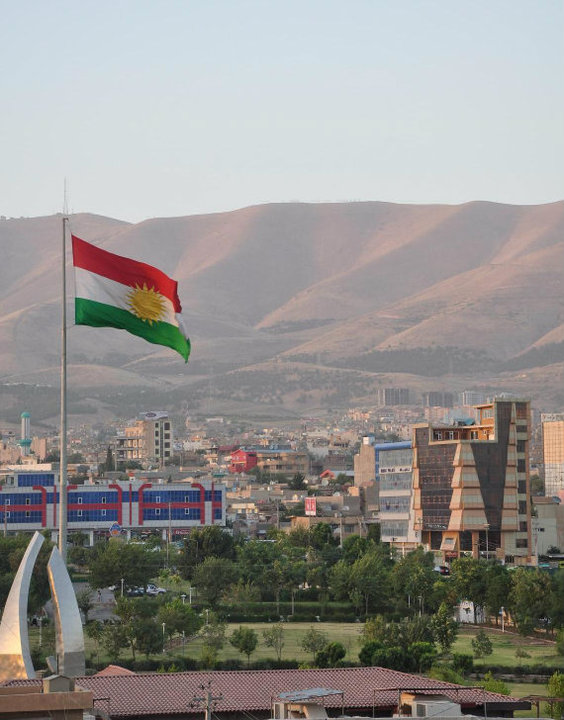
علم كردستان في منتزه ازادي
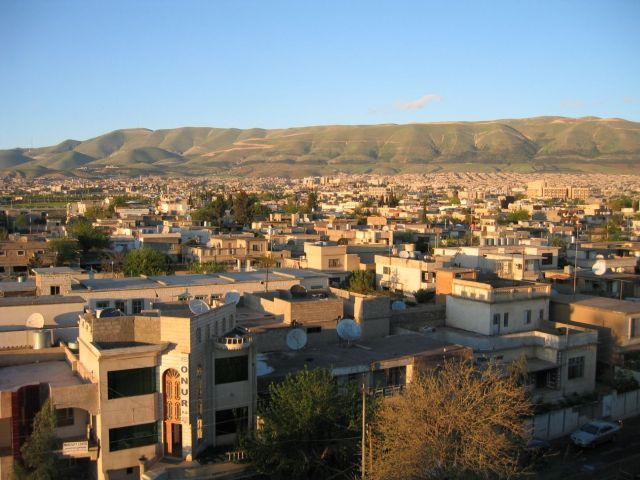
منظر من المدينة
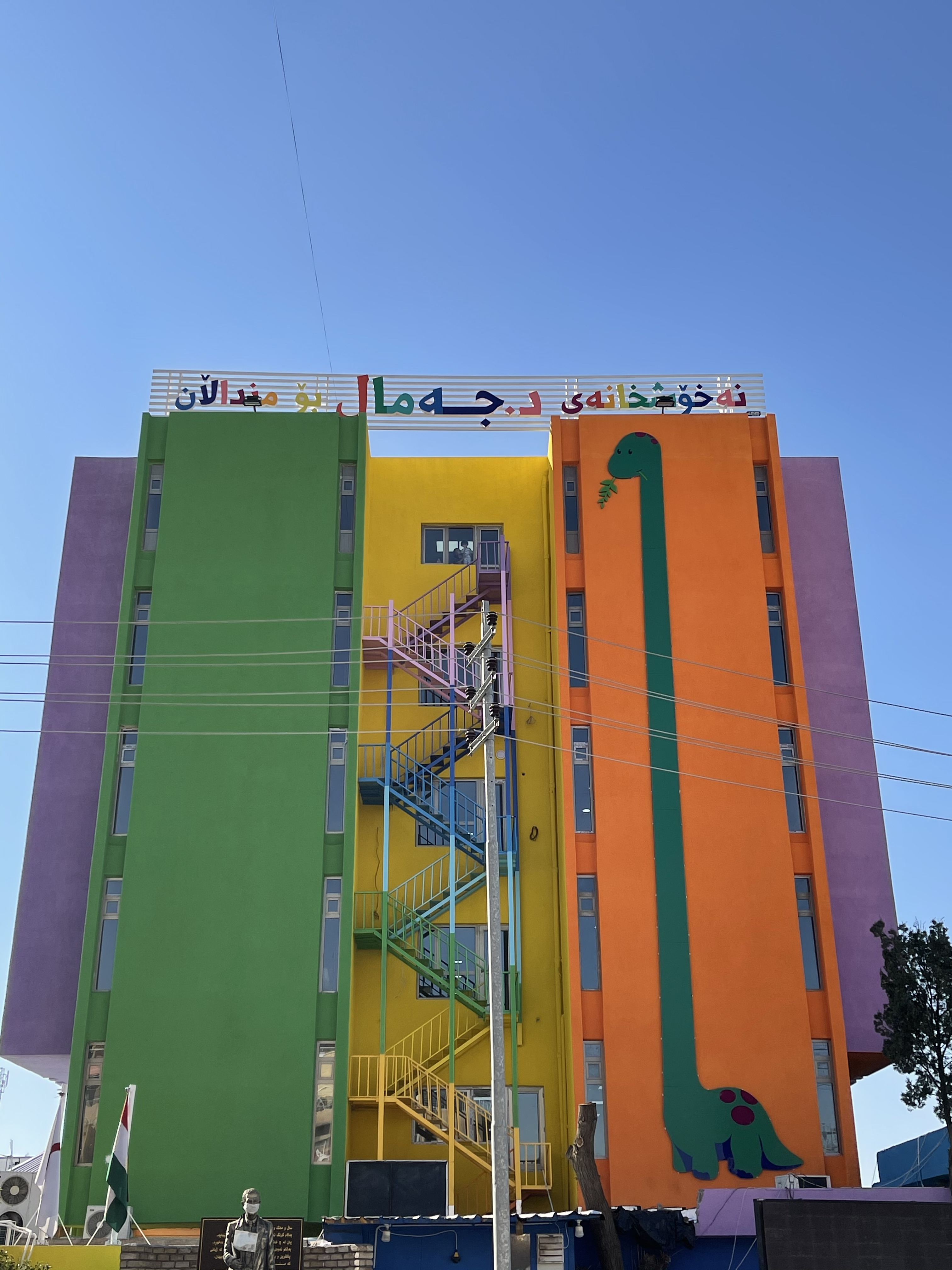
مستشفى أطفال في السليمانية.